# 임단
임단(任但, ? ~ 기원전 137년)은 전한 초기 ~ 중기의 제후로, 개국공신 임오의 손자이다.

## 행적
문제 3년(기원전 177년), 아버지 임경의 뒤를 이어 광아후(廣阿侯)에 봉해졌다.
건원 4년(기원전 137년)에 죽어 시호를 경(敬)이라 하였고, 아들 임월인이 작위를 이었다.

## 출전
- 사마천, 《사기》 권18 고조공신후자연표
- 반고, 《한서》 권16 고혜고후문공신표

| 전임 아버지 광아이후 임경 | 전한의 광아후 기원전 176년 ~ 기원전 137년 | 후임 아들 임월인 |